# Monguzzo
Monguzzo är en ort och kommun i provinsen Como i regionen Lombardiet i Italien. Kommunen hade 2 370 invånare (2018).